# Fontîneasî, Teceu
Fontîneasî (în ucraineană Фонтиняси) este un sat în comuna Șîrokîi Luh din raionul Teceu, regiunea Transcarpatia, Ucraina.

## Demografie
Componența lingvistică a localității Fontîneasî
     Ucraineană (99,85%)
     Alte limbi (0,15%)
Conform recensământului din 2001, majoritatea populației localității Fontîneasî era vorbitoare de ucraineană (99,85%), existând în minoritate și vorbitori de alte limbi.